# Torneo de San Diego
El Torneo de San Diego, oficialmente Cymbiotika San Diego Open, es un torneo profesional de tenis de la WTA que se lleva a cabo anualmente en Carlsbad, San Diego, Estados Unidos. Celebrado desde 1984, estuvo clasificado como torneo de categoría Tier I desde 2004 hasta 2007. Entre 2007 y 2009 no se organizó.
El torneo fue inaugurado por la extenista Raquel Giscafré como Ginny de San Diego. En 1986 la pareja de dobles de Giscafre, Jane Stratton, pasó a ser copropietaria del torneo hasta la clausura del mismo en 2007. El torneo ha tenido diferente patrocinadores principales a lo largo de su historia, siendo jugado bajo el nombre de Great American Bank Tennis Classic, Mazda Tennis Classic, Toshiba Tennis Classic, Acura Classic o Mercury Insurance Open. El torneo destaca por la fuerza e intensidad de sus pista, su localización ubicada entre las colinas y la atmósfera que se crea en el mismo.
Aunque no tuvo categoría Tier I hasta 2004, al torneo siempre acudieron las mejores tenistas del momento, ya que les servía de preparación en pista dura antes de disputar en septiembre el Abierto de Estados Unidos tras la temporada de tierra batida y hierba.
Entre las campeonas del torneo se destacan Steffi Graf, Conchita Martínez, Martina Hingis, Lindsay Davenport, Venus Williams, Justine Henin y María Sharápova. Seis de ellas ganaron el torneo más que una vez, cuatro de ellas consecutivamente. La tenista alemana y n.º 1 del mundo Steffi Graf tiene el registro con más títulos (4); y la estadounidense Venus Williams tiene el de más títulos consecutivos (3).

## Historia finales

### Individuales
| Año             | Campeona              | Finalista               | Marcador           |
| --------------- | --------------------- | ----------------------- | ------------------ |
| 1984            | Debbie Spence         | Betsy Nagelsen          | 6–3, 6–7(3–7), 6–4 |
| 1985            | Annabel Croft         | Wendy Turnbull          | 6–0, 7–6(7–5)      |
| 1986            | Melissa Gurney        | Stephanie Rehe          | 6–2, 6–4           |
| 1987            | Raffaella Reggi       | Anne Minter             | 6–0, 6–4           |
| 1988            | Stephanie Rehe        | Ann Grossman            | 6–1, 6–1           |
| 1989            | Steffi Graf           | Zina Garrison           | 6–4, 7–5           |
| ↓ Tier III ↓    |                       |                         |                    |
| 1990            | Steffi Graf (2)       | Manuela Maleeva         | 6–3, 6–2           |
| 1991            | Jennifer Capriati     | Monica Seles            | 4–6, 6–1, 7–6(7–2) |
| 1992            | Jennifer Capriati (2) | Conchita Martínez       | 6–3, 6–2           |
| ↓ Tier II ↓     |                       |                         |                    |
| 1993            | Steffi Graf (3)       | Arantxa Sánchez Vicario | 6–4, 4–6, 6–1      |
| 1994            | Steffi Graf (4)       | Arantxa Sánchez Vicario | 6–2, 6–1           |
| 1995            | Conchita Martínez     | Lisa Raymond            | 6–2, 6–0           |
| 1996            | Kimiko Date           | Arantxa Sánchez Vicario | 3–6, 6–3, 6–0      |
| 1997            | Martina Hingis        | Monica Seles            | 7–6(7–4), 6–4      |
| 1998            | Lindsay Davenport     | Mary Pierce             | 6–3, 6–1           |
| 1999            | Martina Hingis (2)    | Venus Williams          | 6–4, 6–0           |
| 2000            | Venus Williams        | Monica Seles            | 6–0, 6–7(3–7), 6–2 |
| 2001            | Venus Williams (2)    | Monica Seles            | 6–2, 6–3           |
| 2002            | Venus Williams (3)    | Jelena Dokić            | 6–2, 6–2           |
| 2003            | Justine Henin         | Kim Clijsters           | 3–6, 6–2, 6–3      |
| ↓ Tier I ↓      |                       |                         |                    |
| 2004            | Lindsay Davenport (2) | Anastasia Myskina       | 6–1, 6–1           |
| 2005            | Mary Pierce           | Ai Sugiyama             | 6–0, 6–3           |
| 2006            | María Sharápova       | Kim Clijsters           | 7–5, 7–5           |
| 2007            | María Sharápova (2)   | Patty Schnyder          | 6–2, 3–6, 6–0      |
| 2008–2009       | No Celebrado          | No Celebrado            | No Celebrado       |
| ↓ WTA Premier ↓ |                       |                         |                    |
| 2010            | Svetlana Kuznetsova   | Agnieszka Radwańska     | 6–4, 6–7(7–9), 6–3 |
| 2011            | Agnieszka Radwańska   | Vera Zvonareva          | 6–3, 6–4           |
| 2012            | Dominika Cibulková    | Marion Bartoli          | 6–1, 7–5           |
| 2013            | Samantha Stosur       | Victoria Azarenka       | 6–2, 6–3           |
| 2014            | No Celebrado          | No Celebrado            | No Celebrado       |
| ↓ WTA 125 ↓     |                       |                         |                    |
| 2015            | Yanina Wickmayer      | Nicole Gibbs            | 6–3, 7–6(7–4)      |
| 2016–21         | No Celebrado          | No Celebrado            | No Celebrado       |
| ↓ WTA 500 ↓     |                       |                         |                    |
| 2022            | Iga Świątek           | Donna Vekić             | 6–3, 3–6, 6–0      |
| 2023            | Barbora Krejčíková    | Sofia Kenin             | 6–4, 2–6, 6–4      |
| 2024            | Katie Boulter         | Marta Kostyuk           | 5–7, 6–2, 6–2      |

### Dobles
| Año             | Campeonas                                    | Finalistas                               | Marcador           |
| --------------- | -------------------------------------------- | ---------------------------------------- | ------------------ |
| 1984            | Betsy Nagelsen Paula Smith (2)               | Terry Holladay Iwona Kuczyńska           | 6–2, 6–4           |
| 1985            | Candy Reynolds (2) Wendy Turnbull            | Rosalyn Fairbank Susan Leo               | 6–4, 6–0           |
| 1986            | Beth Herr Alycia Moulton                     | Elise Burgin Rosalyn Fairbank            | 5–7, 6–2, 6–4      |
| 1987            | Jana Novotná Catherine Suire                 | Elise Burgin Sharon Walsh                | 6–3, 6–4           |
| 1988            | Patty Fendick Jill Hetherington              | Betsy Nagelsen Dinky Van Rensburg        | 7–6(12–10), 6–4    |
| 1989            | Elise Burgin Rosalyn Fairbank                | Gretchen Magers Robin White              | 4–6, 6–3, 6–3      |
| ↓ Tier III ↓    |                                              |                                          |                    |
| 1990            | Patty Fendick (2) Zina Garrison              | Elise Burgin Rosalyn Fairbank-Nideffer   | 6–4, 7–6(7–5)      |
| 1991            | Jill Hetherington (2) Kathy Rinaldi          | Gigi Fernández Nathalie Tauziat          | 6–4, 3–6, 6–2      |
| 1992            | Jana Novotná (2) Larisa Neiland              | Conchita Martínez Mercedes Paz           | 6–1, 6–4           |
| ↓ Tier II ↓     |                                              |                                          |                    |
| 1993            | Gigi Fernández Helena Suková                 | Pam Shriver Elizabeth Smylie             | 6–4, 6–3           |
| 1994            | Jana Novotná (2) Arantxa Sánchez Vicario     | Ginger Helgeson Rachel McQuillan         | 6–3, 6–3           |
| 1995            | Gigi Fernández (2) Natasha Zvereva           | Alexia Dechaume-Balleret Sandrine Testud | 6–2, 6–1           |
| 1996            | Gigi Fernández (3) Conchita Martínez         | Arantxa Sánchez Vicario Larisa Neiland   | 4–6, 6–3, 6–4      |
| 1997            | Martina Hingis Arantxa Sánchez Vicario (2)   | Amy Frazier Kimberly Po                  | 6–3, 7–5           |
| 1998            | Lindsay Davenport Natasha Zvereva (2)        | Alexandra Fusai Nathalie Tauziat         | 6–2, 6–1           |
| 1999            | Lindsay Davenport (2) Corina Morariu         | Serena Williams Venus Williams           | 6–4, 6–1           |
| 2000            | Lisa Raymond Rennae Stubbs                   | Lindsay Davenport Anna Kournikova        | 4–6, 6–3, 7–6(8–6) |
| 2001            | Cara Black Elena Likhovtseva                 | Martina Hingis Anna Kournikova           | 6–4, 1–6, 6–4      |
| 2002            | Elena Dementieva Janette Husárová            | Daniela Hantuchová Ai Sugiyama           | 6–2, 6–4           |
| 2003            | Kim Clijsters Ai Sugiyama                    | Lindsay Davenport Lisa Raymond           | 6–4, 7–5           |
| ↓ Tier I ↓      |                                              |                                          |                    |
| 2004            | Cara Black (2) Rennae Stubbs (2)             | Virginia Ruano Pascual Paola Suárez      | 4–6, 6–1, 6–4      |
| 2005            | Conchita Martínez (2) Virginia Ruano Pascual | Daniela Hantuchová Ai Sugiyama           | 6–7(7–9), 6–1, 7–5 |
| 2006            | Cara Black (3) Rennae Stubbs (3)             | Anna-Lena Grönefeld Meghann Shaughnessy  | 6–2, 6–2           |
| 2007            | Cara Black (4) Liezel Huber                  | Anna Chakvetadze Victoria Azarenka       | 7–5, 6–3           |
| 2008–2009       | No Celebrado                                 | No Celebrado                             | No Celebrado       |
| ↓ WTA Premier ↓ |                                              |                                          |                    |
| 2010            | Maria Kirilenko Zheng Jie                    | Lisa Raymond Rennae Stubbs               | 6–4, 6–4           |
| 2011            | Kvĕta Peschke Katarina Srebotnik             | Raquel Kops-Jones Abigail Spears         | 6–0, 6–2           |
| 2012            | Raquel Kops-Jones Abigail Spears             | Vania King Nadia Petrova                 | 6–2, 6–4           |
| 2013            | Raquel Kops-Jones (2) Abigail Spears (2)     | Chan Hao-ching Janette Husárová          | 6–4, 6–1           |
| 2014            | No Celebrado                                 | No Celebrado                             | No Celebrado       |
| ↓ WTA 125 ↓     |                                              |                                          |                    |
| 2015            | Gabriela Cé Verónica Cepede Royg             | Oksana Kalashnikova Tatjana Maria        | 1–6, 6–4, [10–8]   |
| 2016–2021       | No Celebrado                                 | No Celebrado                             | No Celebrado       |
| ↓ WTA 500 ↓     |                                              |                                          |                    |
| 2022            | Coco Gauff Jessica Pegula                    | Gabriela Dabrowski Giuliana Olmos        | 1–6, 7–5, [10–4]   |
| 2023            | Barbora Krejčíková Kateřina Siniaková        | Danielle Collins Coco Vandeweghe         | 6–1, 6–4           |
| 2024            | Nicole Melichar-Martinez Ellen Perez         | Desirae Krawczyk Jessica Pegula          | 6–1, 6–2           |